# Varcia decisa
Varcia decisa är en insektsart som först beskrevs av Walker 1870.  Varcia decisa ingår i släktet Varcia och familjen Nogodinidae. Inga underarter finns listade i Catalogue of Life.